# SN 2007tz
SN 2007tz – supernowa typu Ia odkryta 5 listopada 2007 roku w galaktyce A023007-0843. Jej jasność pozostaje nieznana.